# Danby (Vermont)
Danby ist eine Town im Rutland County des Bundesstaates Vermont in den Vereinigten Staaten mit 1284 Einwohnern (2020).

## Geografie

### Geografische Lage
Danby liegt im Süden des Rutland Countys, in den Green Mountains. Das Gebiet der Town ist durchsetzt mit Hügeln und Tälern. Der Otter Creek fließt am Ostrand des Gebietes der Town in nördlicher Richtung und mehrere Bäche durchfließen die Town. Größtes Gewässer ist der Danby Pond, zentral in der Town gelegen. Der Dorset Peak ist mit 1149 m die höchste Erhebung auf dem Gebiet der Town. Im Westen befinden sich die Clarendon Caves. Die Morris Cave in Danby ist die viertgrößte Höhle in Neuengland.

### Nachbargemeinden
Alle Entfernungen sind als Luftlinien zwischen den offiziellen Koordinaten der Orte aus der Volkszählung 2010 angegeben.
- Norden: Tinmouth, 3,2 km
- Nordosten: Wallingford, 12,1 km
- Osten: Mount Tabor, 15,0
- Süden: Dorset, 3,2 km
- Südwesten: Rupert, 16,0 km
- Westen: Pawlet, 9,0 km
- Nordwesten: Wells, 15,3 km

### Klima
Die mittlere Durchschnittstemperatur in Danby liegt zwischen −7,2 °C (19 °Fahrenheit) im Januar und 20,6 °C (69 °Fahrenheit) im Juli. Damit ist der Ort gegenüber dem langjährigen Mittel der USA um etwa 9 Grad kühler. Die Schneefälle zwischen Mitte Oktober und Mitte Mai liegen mit mehr als zwei Metern etwa doppelt so hoch wie die mittlere Schneehöhe in den USA. Die tägliche Sonnenscheindauer liegt am unteren Rand des Wertespektrums der USA, zwischen September und Mitte Dezember sogar deutlich darunter.

## Geschichte
Danby wurde am 27. August 1761 als Grant durch Benning Wentworth gegründet. Die Besiedlung startete im Jahr 1765, die Siedler stammten aus Great Nine Partners Patent, einem Grant im Dutchess County, New York von 1697, des Gouverneurs der Provinz New York Benjamin Fletcher. Am 14. März 1769 fand die erste Stadtversammlung statt. Zunächst wurde die Gegend um Danby Four Corners besiedelt, dann folgte Danby Borough. In der Town gab es zunächst nur wenige Mühlen, da die durchfließenden Gewässer nicht besonders groß sind. Eine Getreidemühle fehlte lange.
In Danby gibt es große Marmorbrüche. Der Marmor wird seit 1827 abgebaut. Im Jahr 1840 wurde die erste Sägemühle für Marmor gebaut und im Jahr 1850 fanden mehr als 600 Arbeiter in den Marmorbrüchen und den Produktionsstätten Arbeit. Sie stammten zumeist aus Italien und Polen. Im Jahr 1851 wurde Danby an die Bahnstrecke Rutland–Hoosick Junction angeschlossen. Hauptsächlich um den Marmor aus Danby abtransportieren zu können. Von dieser reichen Vergangenheit zeugt das Danby Village Historic District, welches im Jahr 1983 ins National Register of Historic Places mit 113 Objekten aufgenommen wurde.

### Religionen
Bereits früh siedelten sich in Danby Quäker im Osten der Town an, Orthodoxe im Norden und auch Methodisten, Baptisten und die Kongregationale Kirche gründeten Gemeinden in Danby.

### Einwohnerentwicklung
| Jahr      | 1700  | 1710  | 1720  | 1730  | 1740  | 1750  | 1760  | 1770  | 1780  | 1790  |
| --------- | ----- | ----- | ----- | ----- | ----- | ----- | ----- | ----- | ----- | ----- |
| Einwohner |       |       |       |       |       |       |       |       |       | 1.206 |
| Jahr      | 1800  | 1810  | 1820  | 1830  | 1840  | 1850  | 1860  | 1870  | 1880  | 1890  |
| Einwohner | 1.487 | 1.730 | 1.607 | 1.362 | 1.379 | 1.535 | 1.419 | 1.319 | 1.202 | 1.084 |
| Jahr      | 1900  | 1910  | 1920  | 1930  | 1940  | 1950  | 1960  | 1970  | 1980  | 1990  |
| Einwohner | 964   | 1.001 | 1.007 | 1.070 | 1.112 | 990   | 891   | 910   | 992   | 1.193 |
| Jahr      | 2000  | 2010  | 2020  | 2030  | 2040  | 2050  | 2060  | 2070  | 2080  | 2090  |
| Einwohner | 1.292 | 1.311 | 1.284 |       |       |       |       |       |       |       |

## Wirtschaft und Infrastruktur

### Verkehr
Der U.S. Highway 7 verläuft in nord-südlicher Richtung entlang der östlichen Grenze der Town, von Wallingfort nach Manchester. Zentral durch Danby führt die Danby Mountain Road. Die Bahnstrecke Rutland–Hoosick Junction führt durch Danby.

### Öffentliche Einrichtungen
In Danby gibt es kein eigenes Krankenhaus. Das nächstgelegene Krankenhaus ist das Emma Laing Stevens Hospital in Granville, New York.

### Bildung
Danby gehört mit Danby, Dorset, Langrove, Londonderry, Manchester, Mt. Tabor, Pawlet, Peru, Rupert, Sunderland, Weston und Winhall zur Bennington-Rutland Supervisory Union Es gibt eine Schule in Danby, die Currier Memorial School.
Die S. L. Griffith Library befindet sich an der South Main Street. S. L. Griffith gründete in seinem Testament einen Fonds zur Errichtung der Bücherei. Zudem stiftete er weitere Gelder für die Anschaffung neuer Bücher. Die Bücherei wurde im Jahr 1908 eröffnet.

## Persönlichkeiten

### Söhne und Töchter der Stadt
- John G. Otis (1838–1916), Politiker

### Persönlichkeiten, die vor Ort gewirkt haben
- Pearl S. Buck (1892–1973), Schriftstellerin, Nobelpreis- und Pulitzer-Preisträgerin